# 瓦茨拉夫·胡拉
瓦茨拉夫·胡拉（捷克語：Václav Hůla，1925年9月21日—1983年4月1日），捷克斯洛伐克经济学家、政府副总理，捷克斯洛伐克社会主义共和国政府经济委员会主席。

## 获奖
- 共和国勋章（1975年6月26日）[4]
- 胜利的二月勋章（1973年2月20日）[5]